# Хейнс, Уильям
Чарльз Уильям «Билли» Хейнс (англ. Charles William «Billy» Haines, 2 января 1900 — 26 декабря 1973) — американский актёр и дизайнер интерьеров.

## Биография
Пик популярности Уильяма Хейнса пришёлся на середину 1920-х годов, когда актёр прославился благодаря своим ролям в фильмах «Маленькая Анни Руни» (1925), «Браун из Гарварда» (1926), «Весенняя лихорадка» (1927), «Вест-Пойнт» (1927) и «Люди искусства» (1928). Хейнс оставался одной из главных звёзд немого кино на «MGM» до начала 1930-х годов, после чего студия разорвала с ним контракт в связи с тем, что он отказался отрицать свою гомосексуальность.
В дальнейшие годы Хейнс в кино так и не вернулся, начав собственную дизайнерскую линию интерьеров совместно со своим партнером Джимми Шилдсом, поддерживаемый также своими бывшими коллегами по экрану, среди которых были Джоан Кроуфорд и Глория Свенсон. Его дизайнерские работы были широко востребованы в Голливуде, в частности основателем студии «Warner Bros.» Джеком Уорнером, актрисами Кэрол Ломбард и Мэрион Дэвис, Нэнси и Рональдом Рейганом, когда тот возглавлял пост губернатора Калифорнии, а также они использовались во время ремонта резиденции американского посла в Лондоне.
После ухода с большого экрана Хейнс уже довольно открыто стал высказываться о своей гомосексуальности, часто устраивал вместе с Джимми Шилдсом закрытые вечеринки, гостями на которых были такие знаменитости, как Джордж Кьюкор и Клифтон Уэбб. Хейнс и Шилдс прожили вместе в течение 50 лет, из-за чего Джоан Кроуфорд назвала их «самой счастливой супружеской парой в Голливуде». Уильям Хейнс умер от рака лёгкого в Санта-Монике в возрасте 73 лет, за неделю до своего дня рождения. Джимми Шилдс тяжело переживал утрату и спустя пару месяцев покончил с собой, приняв чрезмерную дозу таблеток. Их похоронили рядом на кладбище Вудлон в Санта-Монике. Вклад Уильяма Хейнса в американскую киноиндустрию отмечен звездой на Голливудской аллее славы.